# Budelière

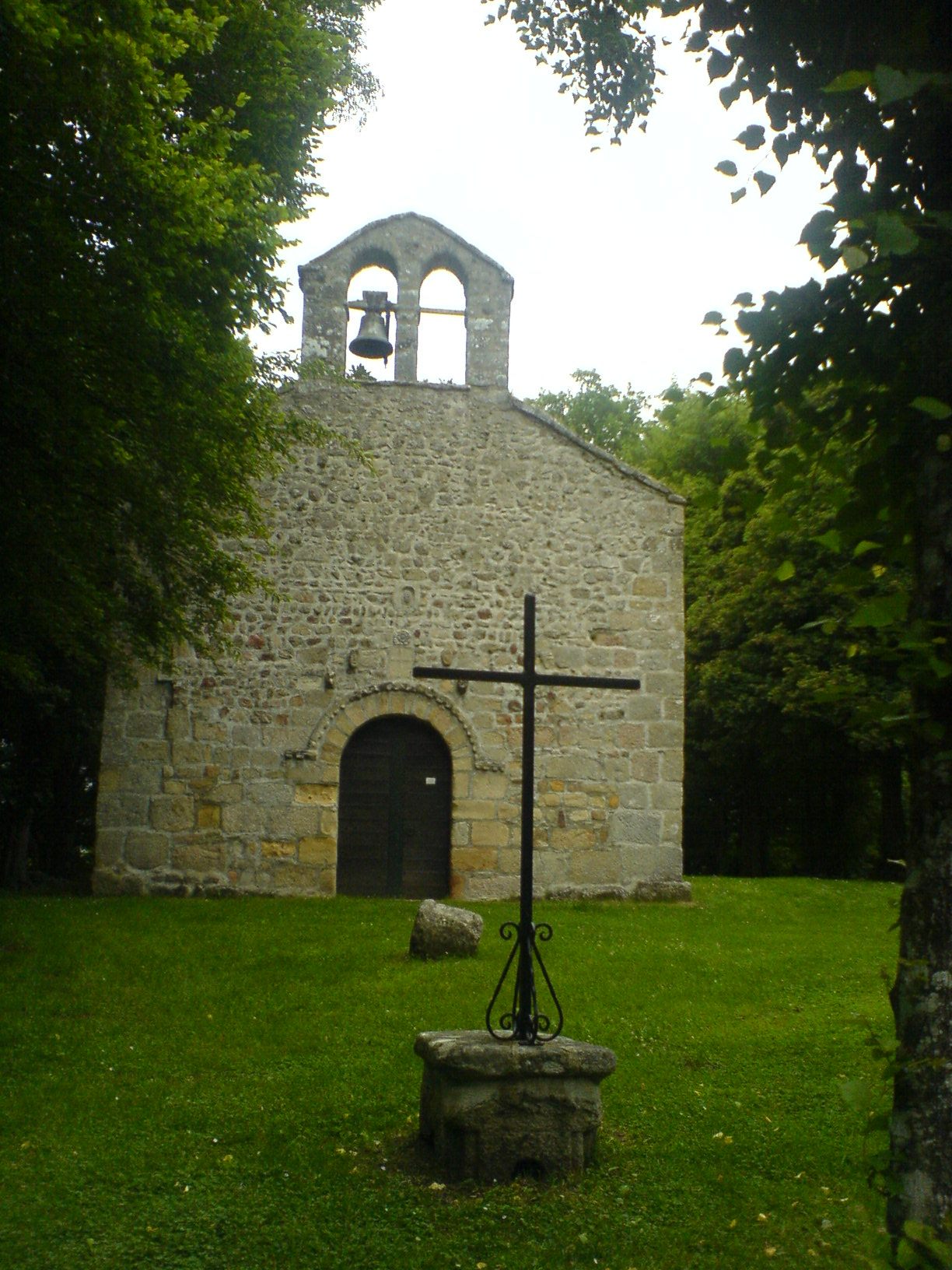
Kościół w Radégonde, gmina Budelière (2010)

Budelière – miejscowość i gmina we Francji, w regionie Nowa Akwitania, w departamencie Creuse.
Według danych na rok 1990 gminę zamieszkiwało 756 osób, a gęstość zaludnienia wynosiła 30 osób/km² (wśród 747 gmin Limousin Budelière plasuje się na 173. miejscu pod względem liczby ludności, natomiast pod względem powierzchni na miejscu 235.).

## Populacja

Populacja Budelière w latach 1962–2008